# Marquesado del Campillo
El marquesado del Campillo es un título nobiliario español creado, con el vizcondado previo de los Jabalíes, por el rey Carlos IV de España el 15 de mayo de 1797 en favor de Antonio Lucas Zeldrán Verástegui, regidor perpetuo de León, maestrante de Valencia y caballero de la Orden de Santiago.

## Denominación
El título está asociado a la localidad murciana del Campillo.

## Nota
La denominación actual de «marqués del Campillo» sustituye a la usada, en algunas ocasiones, de «marqués de Campillo de Murcia».

## Marqueses del Campillo
|                        | Titular                                                    | Periodo                |
| Creación por Carlos IV | Creación por Carlos IV                                     | Creación por Carlos IV |
| ---------------------- | ---------------------------------------------------------- | ---------------------- |
| I                      | Antonio Lucas Zeldrán Verástegui                           | 1797-1824              |
| II                     | María Francisca de Asís Vera de Aragón y Manuel de Villena | 1824-1836              |
| III                    | Ricardo Wall y Vera de Aragón                              | 1844-1889              |
| IV                     | Eduardo Wall y Vera de Aragón                              | 1889-1893              |
| V                      | María de las Mercedes Escrivá de Romaní y Sentmenat        | 1893-1970              |
| VI                     | José María Pérez de Guzmán y Escrivá de Romaní             | 1970-1980              |
| VII                    | Juan Pérez de Guzmán y Martínez de Campos                  | 1980-2020              |
| VIII                   | Juan Pérez de Guzmán y de León                             | 2020-actual titular    |

## Historia de los marqueses del Campillo
La lista de los marqueses de Campillo es la que sigue:
- Antonio Lucas Zeldrán Verástegui (1739-1824), I marqués del Campillo. Le sucedió:
- María Francisca Vera de Aragón y Manuel de Villena (1780-1836), II marquesa del Campillo, XII marquesa de Espinardo.

Se casó con Francisco de Paula Fernández de Córdoba y de Alagón (1778-1814), V marqués de Peñalba, II marqués de Aguilar de Ebro, XIII conde de Sástago, V de Glimes y conde del Sacro Romano Imperio.
Se casó, en segundas nupcias, con Simón Ricardo Wall y Manrique de Lara. El 23 de septiembre de 1844 le sucedió, de su segundo matrimonio, su hijo:
- Ricardo Wall y Vera de Aragón, III marqués del Campillo. El 25 de julio de 1889 le sucedió su hermano:
- Eduardo Wall y Vera de Aragón, IV marqués del Campillo. El 16 de septiembre de 1893 le sucedió:
- María de las Mercedes Escrivá de Romaní y Sentmenat (1886-1970), V marquesa del Campillo.

Se casó con Juan Francisco Pérez de Guzmán y Boza (1852–1934), II duque de T'Serclaes. El 8 de octubre de 1970 le sucedió su hijo:
- José María Pérez de Guzmán y Escrivá de Romaní (1917-2000), VI marqués del Campillo, IV duque de T'Serclaes, IV marqués de Marbais.

Se casó con Clotilde Martínez de Campos y Rodríguez. El 3 de octubre de 1980 le sucedió su hijo:
- Juan Pérez de Guzmán y Martínez de Campos (1949-2020), VII marqués del Campillo.

Se casó con Esperanza de León González. El 26 de noviembre de 2020 le sucedió su hijo:
- Juan Pérez de Guzmán y de León (n.1976), VIII marqués del Campillo.